# دارابی
دارابی یا پومیلو (به انگلیسی: Pomelo) (نام علمی: Citrus maxima) میوهٔ بومی جنوب شرق آسیا و از خانوادهٔ مرکبات است. دارابی بزرگ‌ترین میوه از خانواده مرکبات است. رنگ آن سبز کم‌رنگ و گاهی هم زرد با گوشت سفید است و به‌ندرت صورتی و قرمز است. پوست آن بسیار ضخیم و شیرین است. نوع بومی شرق آسیا حدود ۵–۲۵ سانتی‌متر قطر دارد و وزن آن به ۱ تا ۲ کیلوگرم می‌رسد. پرتقال‌های امروزی، از پیوند ماندارین و دارابی به‌وجود آمده است.
گریپ‌فروت نیز احتمالاً از پیوند پرتقال و دارابی به دست آمده است. همچنین در برخی متون تاریخی و قدیمی انگلیسی زبان، نام گریپ‌فروت برای نامیدن پومیلو (دارابی) استفاده شده است.

## نگارخانه

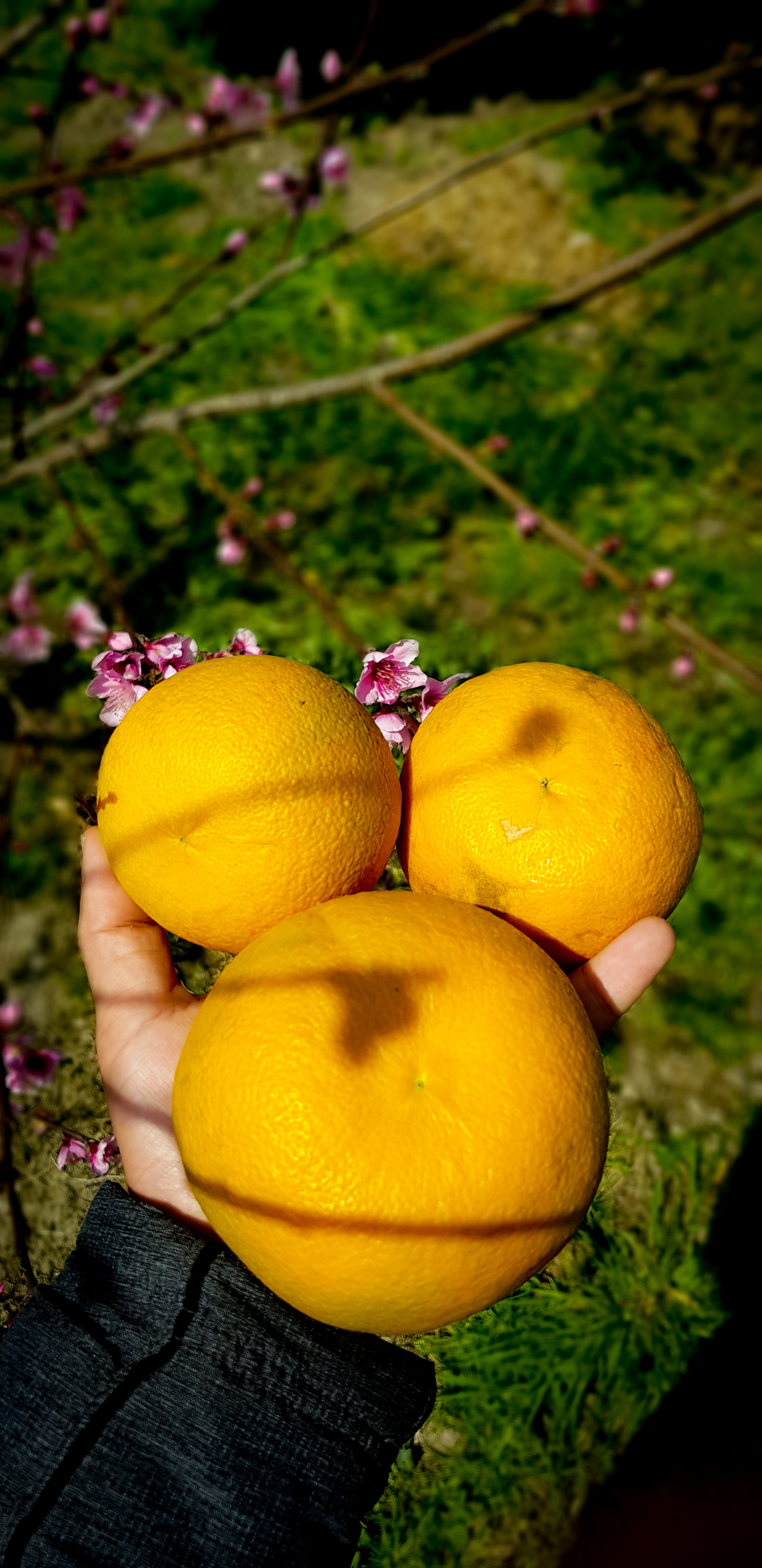
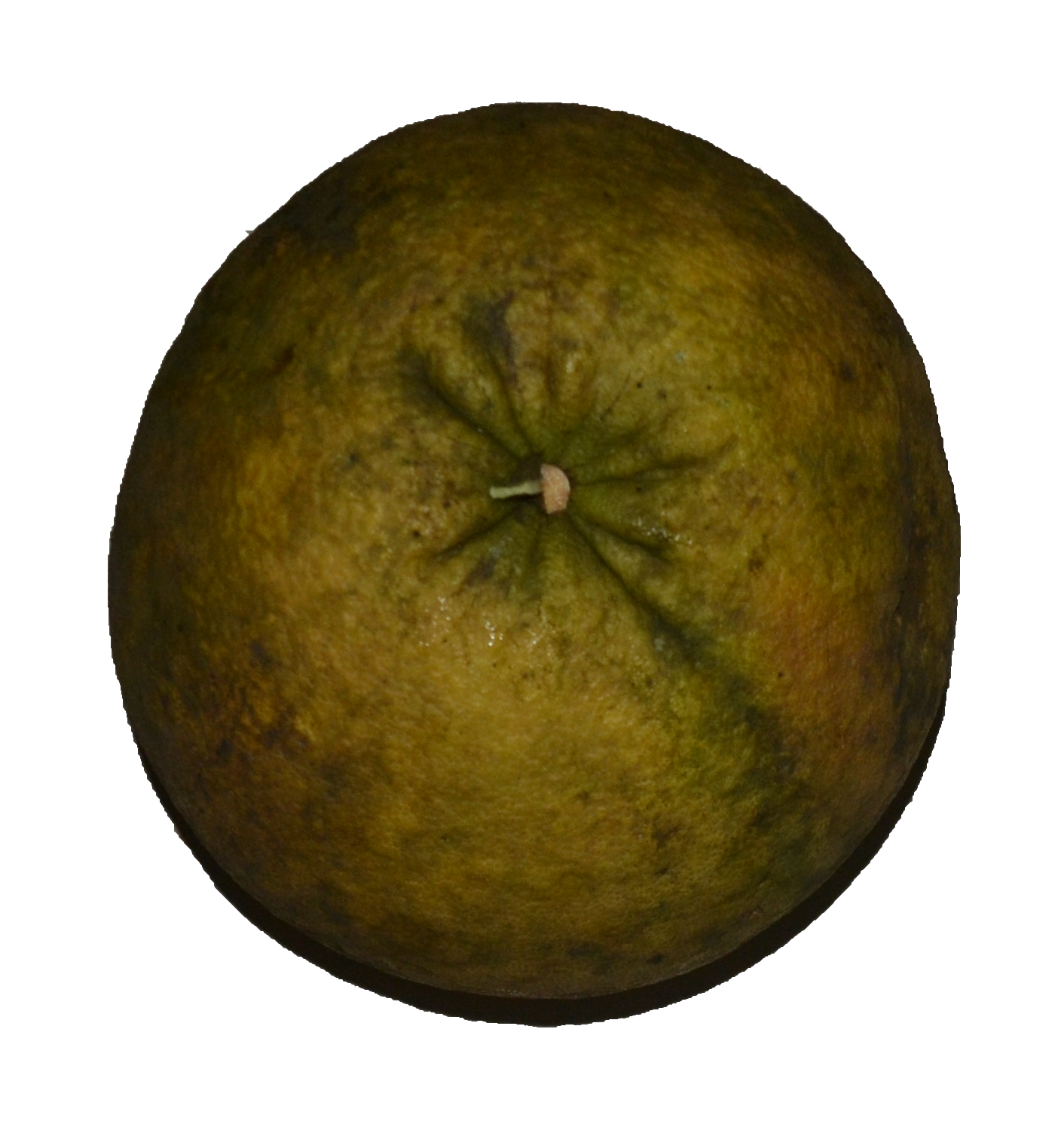
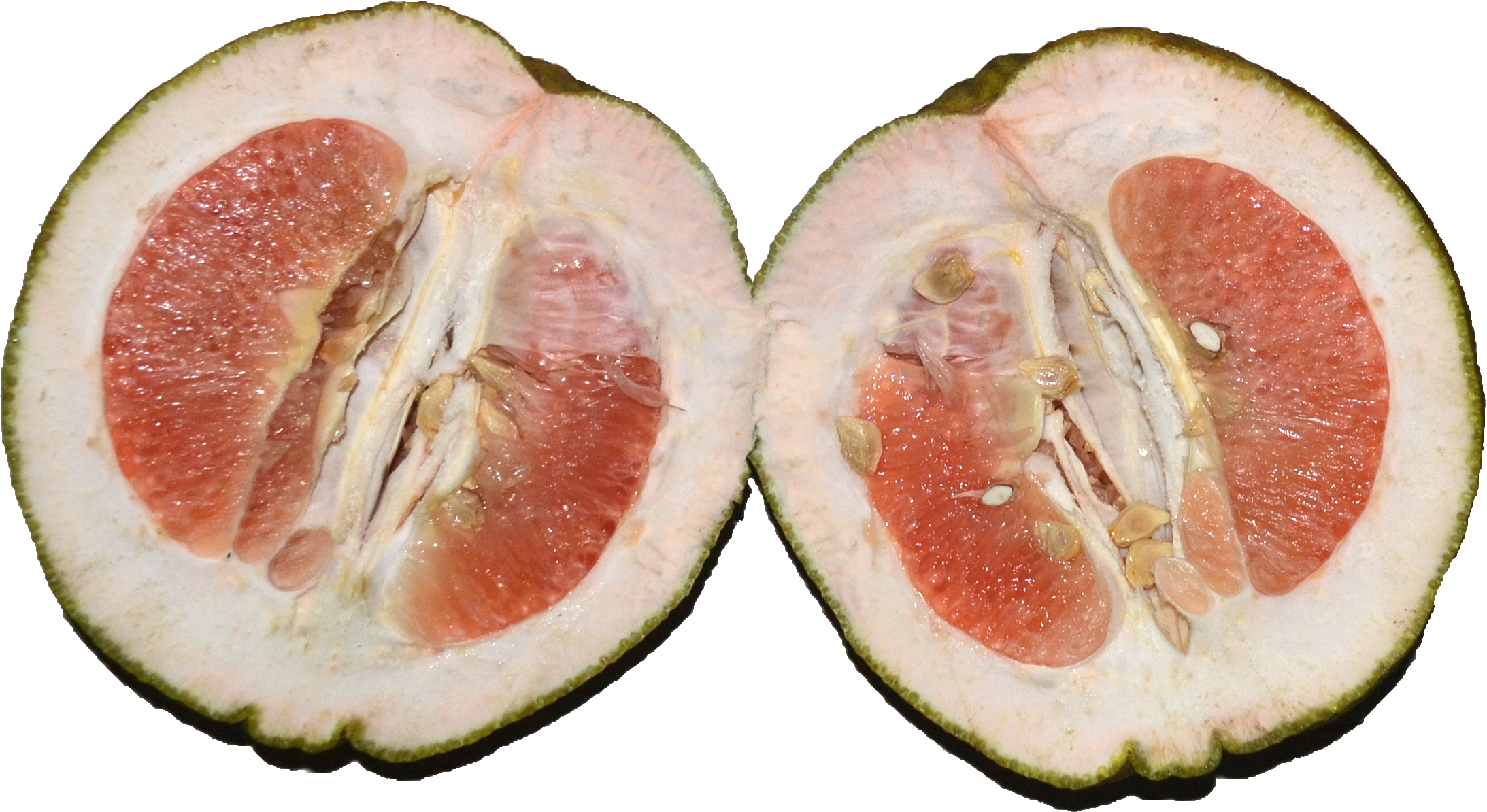
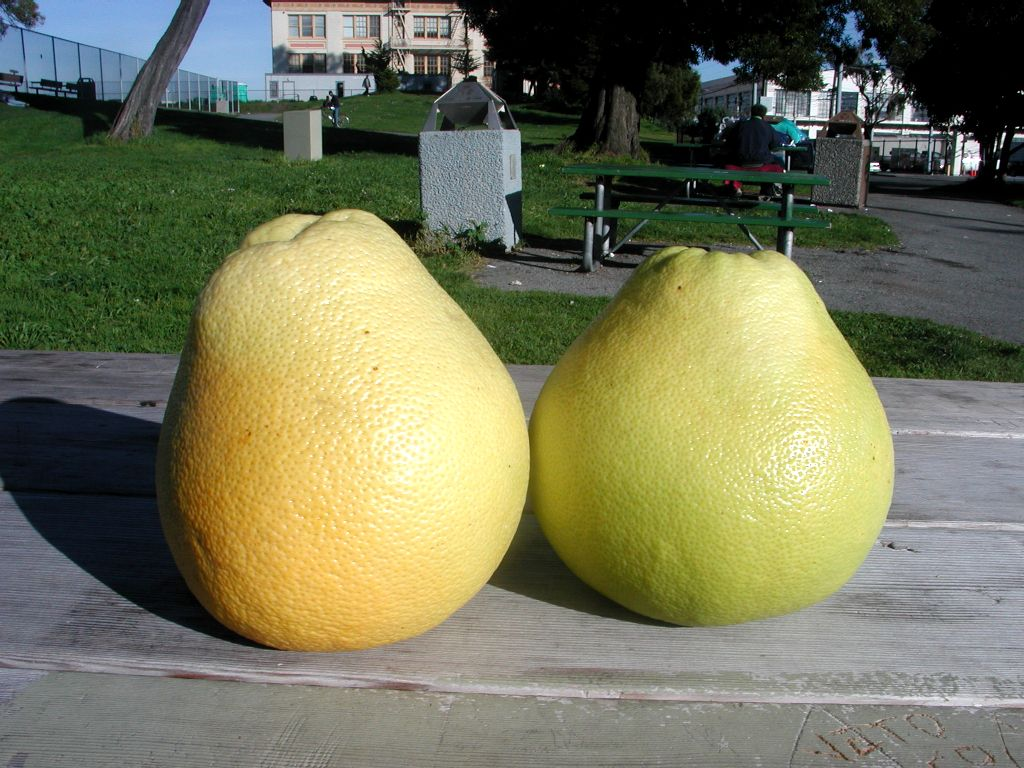
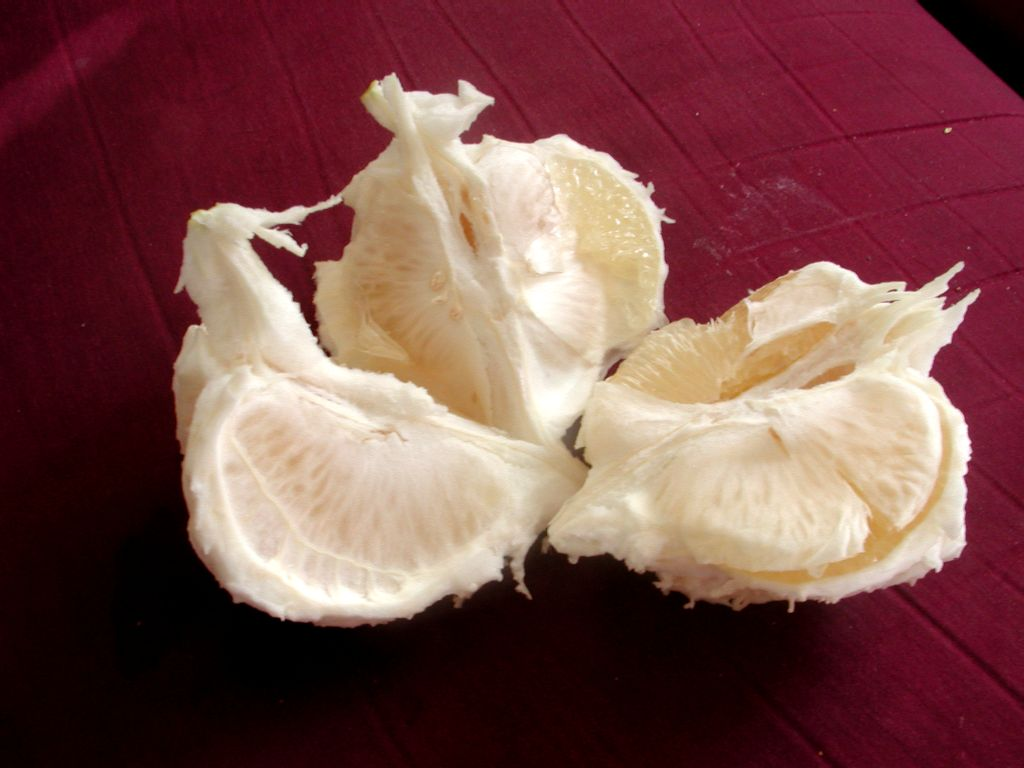
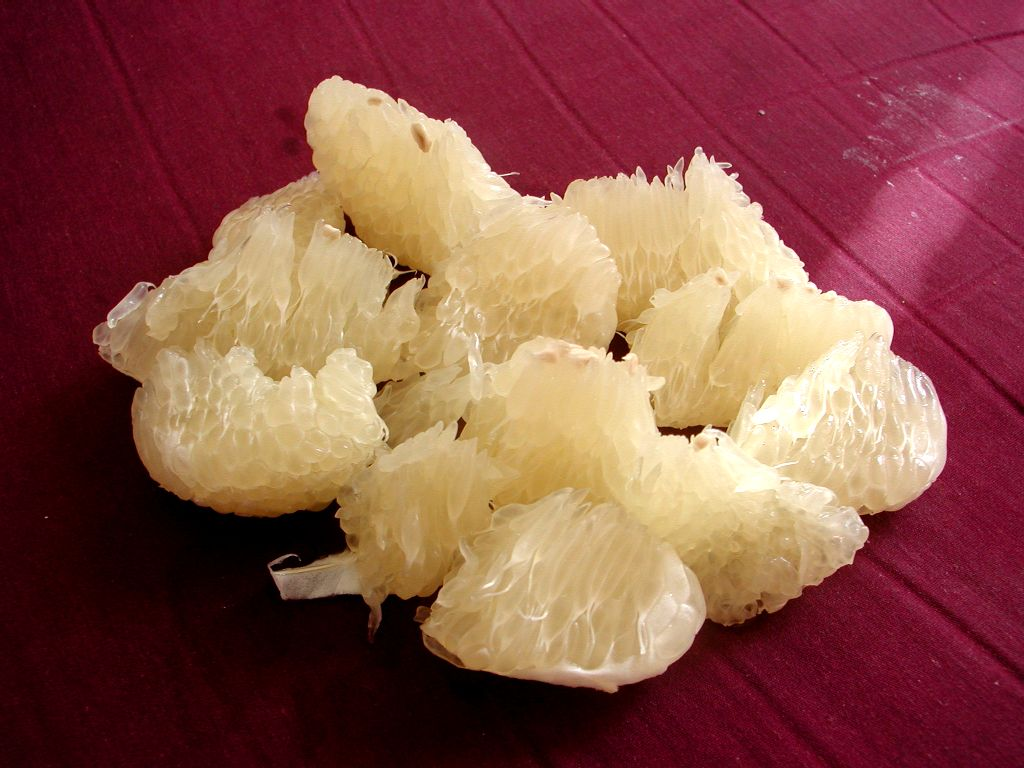
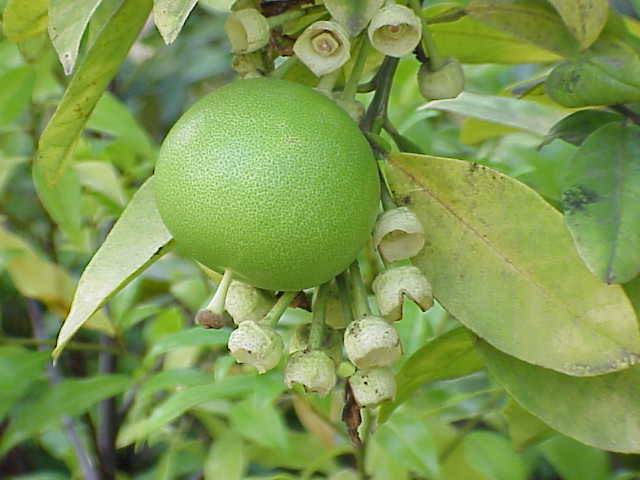
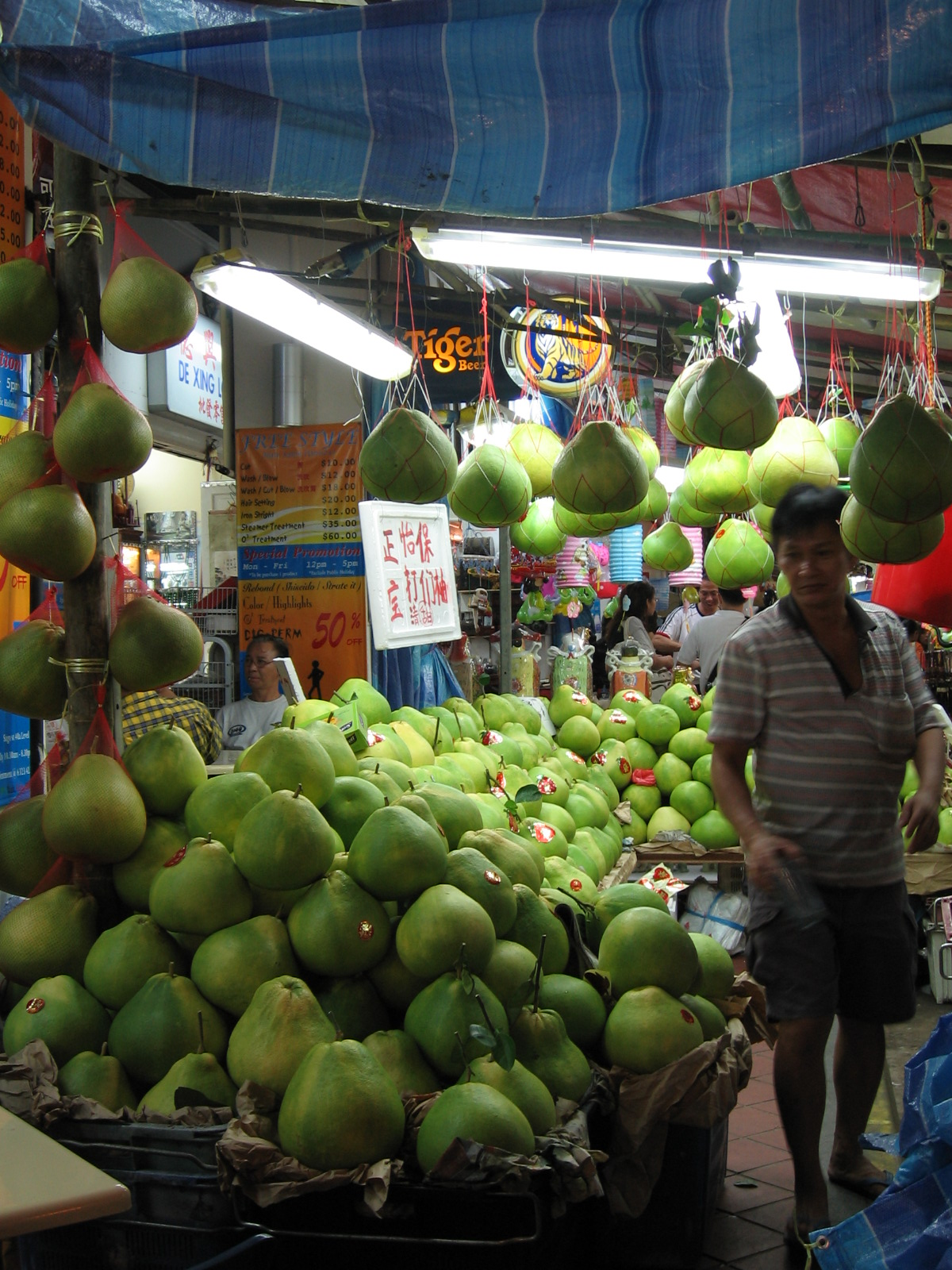
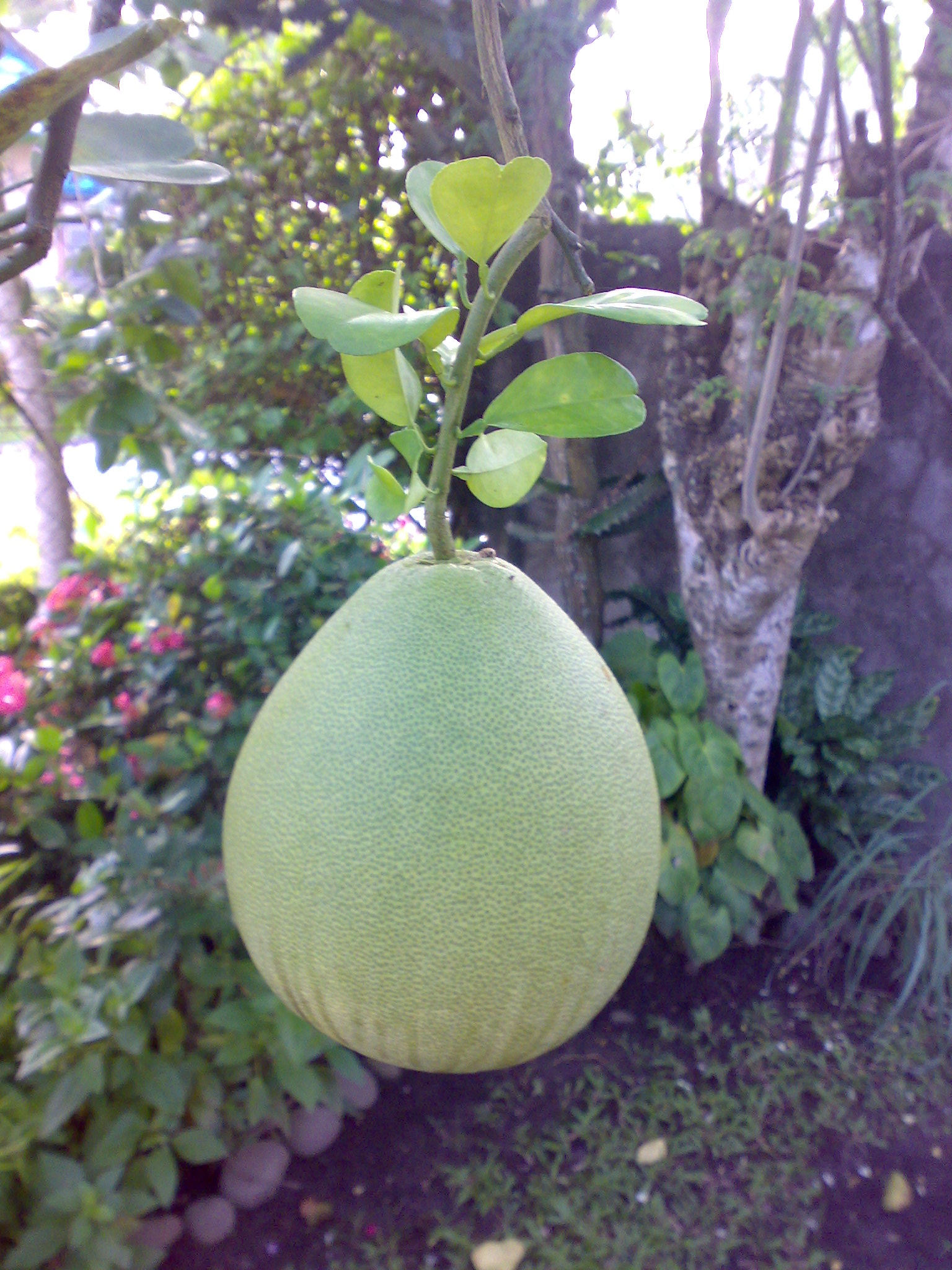
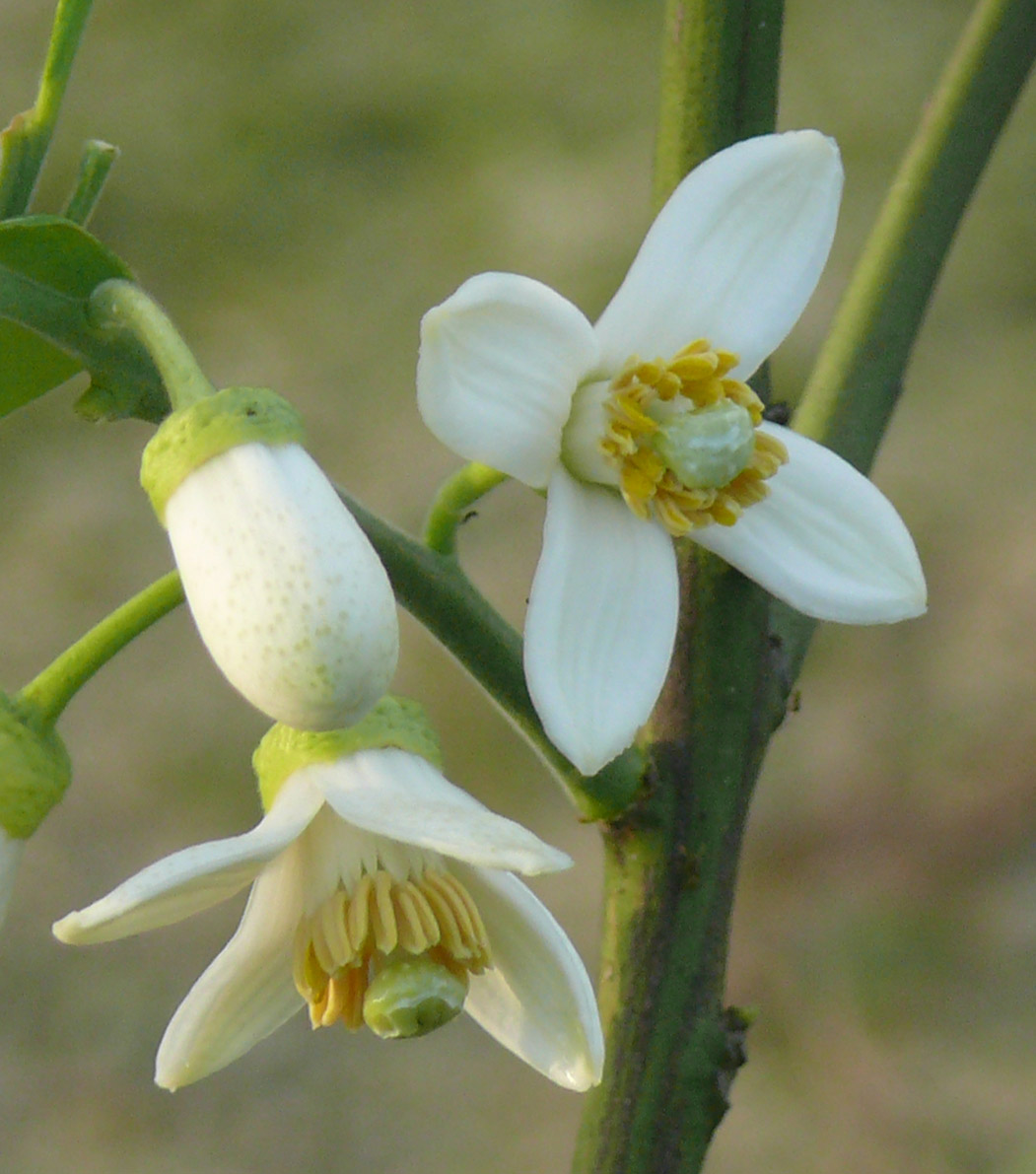